# Lipa (Bolków)

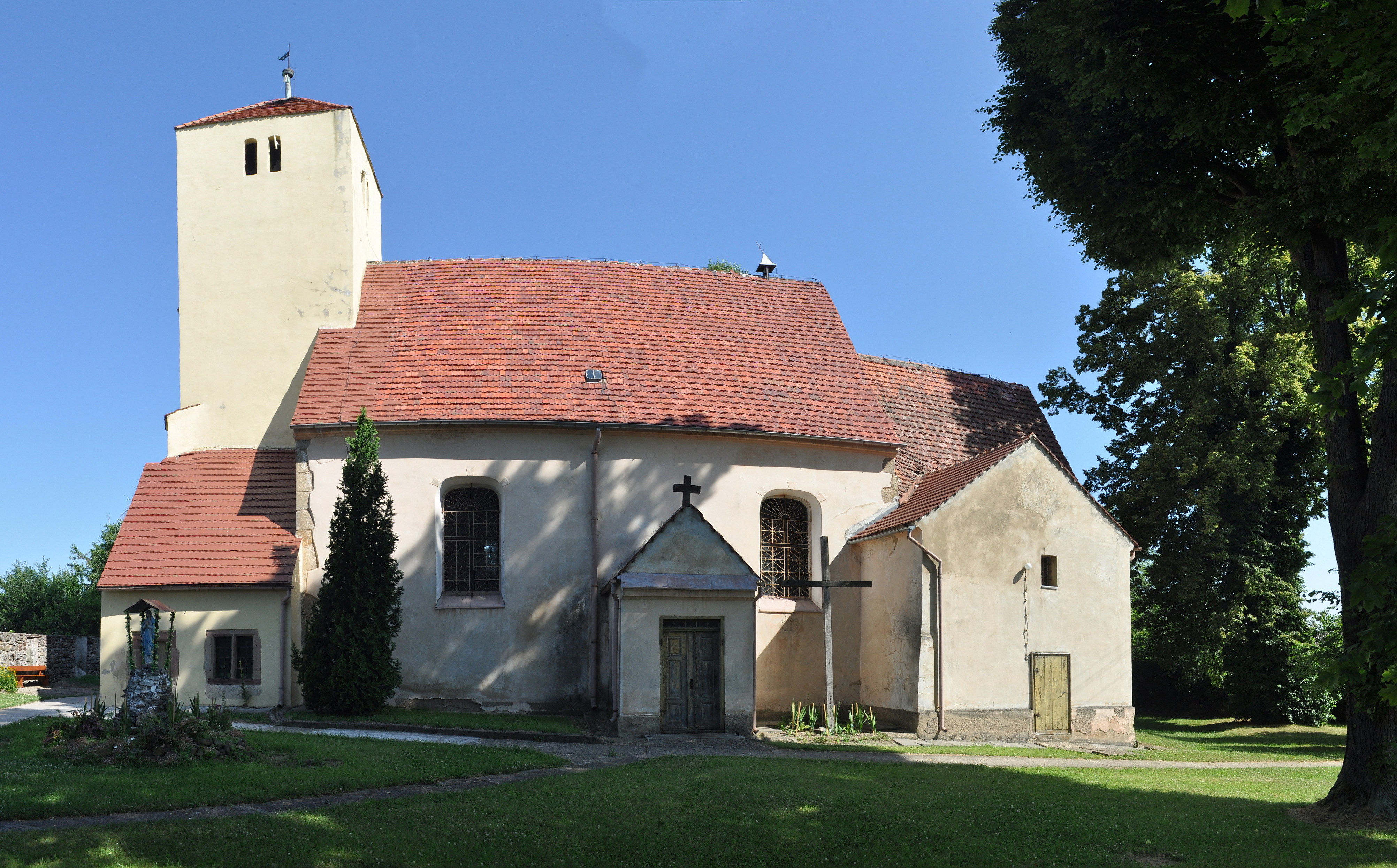
Peter-und-Paul-Kirche

Lipa ['lipa] (deutsch Leipe) ist ein Ort in der Stadt- und Landgemeinde Bolków (Bolkenhain) im Powiat Jaworski der Woiwodschaft Niederschlesien in Polen. Es liegt im Katzbachgebirge, neun Kilometer nordwestlich von Bolków.

## Geschichte
„Lypa“ wurde erstmals zwischen 1295 und 1305 erwähnt. Es gehörte von Anfang an zum Herzogtum Jauer, das 1346 zum Herzogtum Schweidnitz-Jauer vereinigt wurde und nach dem Tod des Herzogs Bolko II. 1368 erbrechtlich an Böhmen fiel. Schon im Mittelalter soll Leipe Marktrecht besessen und Bergbau betrieben haben. Im 16. Jahrhundert gehörte Leipe dem Adelsgeschlecht Zedlitz. Der von Leipe abgeleitete Familienzweig nannte sich von Zedlitz-Leipe. 1552 teilte Balthasar von Zedlitz das Dorf Leipe in drei Teile für seine drei Söhne. Später gelangte es u. a. an die Herren von Reibnitz. Von wirtschaftlicher Bedeutung war im 18. Jahrhundert der Kalksteinabbruch, der sich jedoch wegen mangelnder Transportmöglichkeiten nicht behaupten konnte.
Nach dem Ersten Schlesischen Krieg 1742 fiel Leipe zusammen mit dem größten Teil Schlesiens an Preußen. 1874 bildete die Landgemeinde Leipe den gleichnamigen Amtsbezirk, zu dem auch die Landgemeinden Mittel Leipe, Nieder Leipe und Ober Leipe gehörten. 1834 ließ Rudolf von Stillfried-Rattonitz auf den Trümmern der mittelalterlichen Burg, von der sich Ruinen erhalten haben, einen Neubau errichten.
Die höchste Einwohnerzahl erreichte Leipe mit den Ortsteilen Goldleipe, Kalkleipe, Nieder-, Mittel-, Ober-Leipe 1871 mit 1334 Einwohnern.
Als Folge des Zweiten Weltkriegs fiel Leipe 1945 mit dem größten Teil Schlesiens an Polen und wurde in Lipa umbenannt. Die einheimische deutsche Bevölkerung wurde, soweit sie nicht vorher geflohen war vertrieben.  Die neu angesiedelten Bewohner waren teilweise Zwangsumgesiedelte aus Ostpolen, das an die Sowjetunion gefallen war.
1975–1998 gehörte Lipa zur Woiwodschaft Jelenia Góra.

## Sehenswürdigkeiten

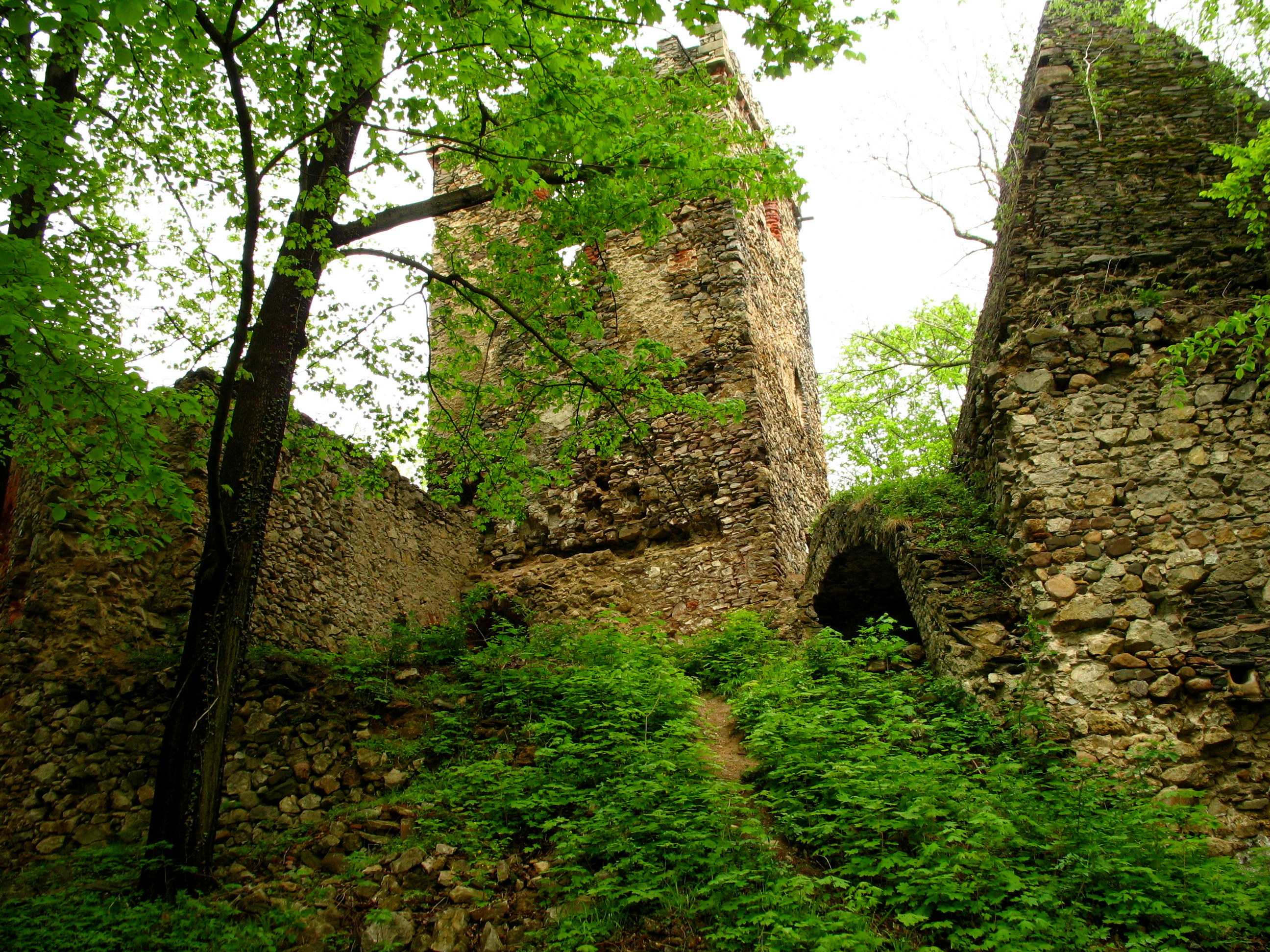
Ruinen der Burg Leipe

- Die Kirche St. Peter und Paul (kościół parafialny pw. św. Apostołów Piotra i Pawła) wurde im 14. Jahrhundert spätgotischen Stil errichtet und im 17. Jahrhundert umgebaut. Das Triptychon im Hauptaltar wurde 1503 geschaffen.
- Vorwerk in Lipa Dolna aus dem Ende des 16. Jahrhunderts, im 19. Jahrhundert umgebaut (Haus Nr. 10).
- Die Burgruine Oberleipe (Lipa Górna) aus dem 13. Jahrhundert wurde im 17. Jahrhundert im Renaissancestil umgebaut. Da sie später als Steinbruch benutzt wurde, wurde sie 1821 teilweise abgetragen. An ihrer Stelle errichtete Rudolf von Stillfried-Rattonitz 1834 einen Neubau. Daneben haben sich Ruinen der alten Burg erhalten. Die Vorburg aus dem 14. Jahrhundert wurde im 19. Jahrhundert im Stil der Neugotik umgebaut. Nach den Zerstörungen des Zweiten Weltkriegs wurde die Ruine um 1973 durch eine Privatinitiative gesichert.[4]
- Villa im Barockstil, 1720–1765 erbaut, 1925 und 1960 umgebaut (Haus Nr. 23)
- Renaissancehof aus dem 17. Jahrhundert (Haus Nr. 21)

## Persönlichkeiten
- Hans Christoph von Rosenbusch (1717–1785), preußischer Generalmajor
- Gottfried Diprand von Reibnitz (1729–1793), Land- sowie Kriegs- und Domänenrat